# Карликів
Карликів (пол. Karlykow 1483, Karlowa 1488, Karlikow 1557, Karlikow 1589, Karłykiw 1867) — лемківське село в Польщі, у гміні Буківсько Сяноцького повіту Підкарпатського воєводства.
Населення — 428 осіб (2011).
Знаходиться за 16 км на південний захід від Сяніка. Площа — 8,8 км².

## Історія
Карликів закріпачено у 1483 році родиною Бальс де Лобетанц. З 1340 до 1772 село входило до складу Сяноцької землі Руського воєводства Речі Посполитої. З 1772 до 1918 року — у межах Сяноцького повіту Королівства Галичини та Володимирії Австро-Угорщини. У 1785 році село займало 61 лан.
У 1918—1919 роках село входило до складу Команчанської Республіки.
У 1936 році у часи пароха греко-католицької церкви Олексія Малярчука парафія у Карликові увійшла до складу так званої Апостольської Адміністрації. До місцевої парафії також належали церкви у селах Прибишів та Петрова Воля.
25 січня 1946 року о 1 годині ночі польські військові з 34 полку піхоти підполковника Станіслава Плюто, що квартирували у сусідньому селі Буківсько, здійснили напад на Карликів, під час якого, менш ніж за годину, спалили 11 хат та вбили 15 жителів, серед яких і греко-католицького священика Олександра Малярчука з дружиною і дітьми. Відділи УПА, що здійснили контракцію не змогли ліквідували польського загону, однак захопили конвої із трьома українськими полоненими і двома польськими вояками. Інший батальйон цього ж полку цього ж дня вчинив різанину в селі Завадка Морохівська з убивством 56 осіб. За ці злочини Станіслава Плюто негайно нагородили «Срібним Хрестом Заслуги» наказом командування Польського війська № 54 від 23.02.1946. 
Весною 1946 року частиною Польської народної армії здійснена акція «пацифікації», або придушення, у ході якої вбито 14 осіб, після чого значна частина мешканців Карликова була депортована до радянської України. Аналогічно польські вояки повторили «пацифікації» з убивством 17 осіб у Завадці Морохівській, жителів якої 30.04.1946 примусово виселили до СРСР. Після виконання завдання примусового виселення Станіслав Плюто 1.06.1946 був звільнений з Польського війська і повернувся в СРСР.
28 квітня 1947 року, у рамках операції «Вісла» залишки українського населення (80 осіб) було вигнано в гетто в полі коло станції Щавне-Куляшне, потім завантажене у вагони і депортовано до Сілезії. Про колишнє автохтонне населення сьогодні нагадує старий цвинтар.
У 1975—1998 роках село належало до Кросненського воєводства.
Сьогодні Карликів — типове сільськогосподарське село з переважно польським населенням, яке поселилося тут після ДСВ.

## Демографія
Демографічна структура станом на 31 березня 2011 року:
|          | Загалом | Допрацездатний вік | Працездатний вік | Постпрацездатний вік |
| -------- | ------- | ------------------ | ---------------- | -------------------- |
| Чоловіки | 66      | 11                 | 51               | 4                    |
| Жінки    | 62      | 17                 | 37               | 8                    |
| Разом    | 128     | 28                 | 88               | 12                   |

## Люди
- Степан Рапавий (англ. Stephen Rapawy; народився 4 грудня 1934 в Карликові — помер 1 вересня 2020 в Північній Бетесді, штат Мериленд, США) — науковець, дослідник українсько-польських відносин, автор книг англ. War comes to Karlykiv і англ. The Culmination of Conflict - The Ukrainian-Polish Civil War and the Expulsion of Ukrainians After the Second World War[5][6]